# Baracé
Baracé és un municipi francès situat al departament de Maine i Loira i a la regió de País del Loira. L'any 2007 tenia 421 habitants.

## Demografia

### Població
El 2007 la població de fet de Baracé era de 421 persones. Hi havia 164 famílies de les quals 44 eren unipersonals (16 homes vivint sols i 28 dones vivint soles), 52 parelles sense fills, 60 parelles amb fills i 8 famílies monoparentals amb fills.
La població ha evolucionat segons el següent gràfic:
Habitants censats

### Habitatges
El 2007 hi havia 211 habitatges, 169 eren l'habitatge principal de la família, 27 eren segones residències i 15 estaven desocupats. 208 eren cases i 1 era un apartament. Dels 169 habitatges principals, 120 estaven ocupats pels seus propietaris, 45 estaven llogats i ocupats pels llogaters i 4 estaven cedits a títol gratuït; 1 tenia una cambra, 9 en tenien dues, 30 en tenien tres, 60 en tenien quatre i 69 en tenien cinc o més. 126 habitatges disposaven pel capbaix d'una plaça de pàrquing. A 79 habitatges hi havia un automòbil i a 80 n'hi havia dos o més.

### Piràmide de població
La piràmide de població per edats i sexe el 2009 era:
| Homes | Edats   | Dones |
| ----- | ------- | ----- |
| 0     | 95 o +  | 0     |
| 0     | 90 a 94 | 4     |
| 4     | 85 a 89 | 8     |
| 8     | 80 a 84 | 4     |
| 4     | 75 a 79 | 12    |
| 16    | 70 a 74 | 12    |
| 4     | 65 a 69 | 12    |
| 8     | 60 a 64 | 0     |
| 4     | 55 a 59 | 8     |
| 12    | 50 a 54 | 16    |
| 8     | 45 a 49 | 4     |
| 8     | 40 a 44 | 20    |
| 4     | 35 a 39 | 4     |
| 12    | 30 a 34 | 4     |
| 16    | 25 a 29 | 12    |
| 8     | 20 a 24 | 16    |
| 4     | 15 a 19 | 8     |
| 4     | 10 a 14 | 4     |
| 4     | 5 a 9   | 4     |
| 4     | 0 a 4   | 4     |

## Economia
El 2007 la població en edat de treballar era de 269 persones, 207 eren actives i 62 eren inactives. De les 207 persones actives 186 estaven ocupades (107 homes i 79 dones) i 21 estaven aturades (7 homes i 14 dones). De les 62 persones inactives 19 estaven jubilades, 11 estaven estudiant i 32 estaven classificades com a «altres inactius».

### Ingressos
El 2009 a Baracé hi havia 175 unitats fiscals que integraven 438,5 persones, la mediana anual d'ingressos fiscals per persona era de 16.957 €.

### Activitats econòmiques
Dels 16 establiments que hi havia el 2007, 1 era d'una empresa alimentària, 1 d'una empresa de fabricació d'altres productes industrials, 1 d'una empresa de construcció, 3 d'empreses de comerç i reparació d'automòbils, 4 d'empreses d'hostatgeria i restauració, 3 d'empreses de serveis i 3 d'empreses classificades com a «altres activitats de serveis».
Dels 4 establiments de servei als particulars que hi havia el 2009, 1 era una lampisteria, 2 perruqueries i 1 restaurant.
L'únic establiment comercial que hi havia el 2009 era una fleca.
L'any 2000 a Baracé hi havia 20 explotacions agrícoles que ocupaven un total de 702 hectàrees.

## Poblacions més properes
El següent diagrama mostra les poblacions més properes.